# Elaphogonus broelemanni
Elaphogonus broelemanni är en mångfotingart som beskrevs av Hoffman 2005. Elaphogonus broelemanni ingår i släktet Elaphogonus och familjen Gomphodesmidae. Inga underarter finns listade i Catalogue of Life.